# Castor (berg)
Castor (Italiaans: Punta Castore) is een 4226 meter hoge top in het bergmassief van de Monte Rosa op de grens van Italië en Zwitserland.
De berg is goed zichtbaar vanuit het Zwitserse Zermatt waar deze meteen herkenbaar is door de nabij iets lagere tweelingtop Pollux (4092 m). Castor ligt ten westen van de Lyskamm en ten oosten van Pollux en de Breithorn (4164 m).
De klassieke route naar de top voert vanaf de Monte Rosahut (2795 m) via de Zwillingsgletscher. In verband met de vele gletsjerspleten is het af te raden de tocht alleen te maken. De tocht kan aanmerkelijk verkort worden door in Zermatt gebruik te maken van de kabelbaan naar Klein Matterhorn
Castor werd in 1861 voor het eerst beklommen door de Engelsmannen W. Mathews en F. W. Jacomb.